# Сімона Капарріні
Сімона Капарріні (італ. Simona Caparrini) Флоренція, Італія — італійська акторка.

## Біографія
Народилася в сім'ї шевця. Дебютний фільм співачки— «Il muro di gomma», відомого італійського режисера Марко Різі. У 1994 році виконала епізодичну роль в оскароносному фільмі «Листоноша», потім зіграла Урсулу в художньому фільмі «Banditi» (1995), режисер Стефано Міньюччі.

## Фільмографія
- il muro di gomma (1991)
- Nestore, l'ultima corsa (1994)
- Il postino (1994)
- Banditi (1995)
- Il cielo è sempre più blu (1996)
- Io amo Andrea (2000)
- The Accountant (2000)
- Suor Sorriso (2004)
- Il quaderno della spesa (2003)
- Andata e ritorno (2003)
- Nessun messaggio in segreteria (2005)
- 8th Wonderland (2008)
- Immaturi (2010)
- Interno giorno  (2011)
- To Rome with Love (2012)
- Romeo and Juliet (2013)
- Stai lontana da me (2013)
- The Man from U.N.C.L.E. (2014)

## Джерело
- Сторінка в інтернеті [Архівовано 20 червня 2014 у Wayback Machine.]

1. ↑  ČSFD — 2001.